# 芦澤大輔
芦澤 大輔（あしざわ だいすけ、1982年4月9日 - ）は、茨城県取手市出身の競輪選手。
日本競輪学校（当時。以下、競輪学校）第90期生。弟の辰弘（95期）も競輪選手。師匠は木村泰丈（65期）。弟子は小坂丈（121期）、半田水晶（128期）。

## 来歴
常総学院高等学校時代はラグビー部の主将を務め、オール茨城に選出された実績を持つ。
競輪学校時代の在校競走成績は4位（30勝）。2005年7月2日、大宮競輪場でデビュー（4着）。2012年の平塚記念でG3初優勝を記録。以後、2015年の青森記念、豊橋記念を優勝している。
特別競輪では、2011年の日本選手権競輪でG1初出場。2016年の競輪祭で初の優参（4着）を果たした。
2015年より追い込みに転向。漢字の競輪にこだわる選手として、関東の自力選手たちからの信頼を集めている。

## 関連記事
- 兄弟スポーツ選手一覧#競輪